# Леандро Тросар
Леандро Тросар (фр. Leandro Trossard; 4. децембар 1994) је белгијски професионални фудбалер који игра за премијерлигашки клуб Арсенал и репрезентацију Белгије. Тросард је производ омладинске академије Генка.

## Клупска каријера

### Генк
Тросард се придружио омладинској академији ФЈ Генка из Боцхолт академије 2010. године. У сениорски тим је промовисан 2012. године, а свој први, иако кратак, деби имао је 13. маја 2012. у лигашкој утакмици против ФК Гента. Утакмица је завршена резултатом 3–1 у корист Гента. Тросар је уведен у 87. минуту, заменивши Стефа Петерса. Та три минута била су једина која је одиграо у лиги те сезоне. Неколико сезона је константно слат на позајмице. Као резултат тога, постигао је свој први лигашки гол за Генк тек више од четири године касније, када је 25. септембра 2016. изгубио у гостима од КВ Кортријка резултатом 4-1. Доведен је као замена за Леона Бејлија и постигао погодак у 63. минуту на асистенцију Брајана Хејнена.
У јануару 2013, Тросар је послат на позајмицу у Ломел јунајтед. У дванаест првенствених наступа постигао је седам голова. Његов деби за Ломел дошао је 3. фебруара 2013. у гостима од Сент-Труидена резултатом 1:0. Уведен је као замена у 63. минуту, ушао је Томас Јутен. Вероватно најбоља утакмица током његове позајмице била је његов хет-трик у победи код куће од 3-2 над КФЦ Десел Спортом, пред 2000 навијача на Совереинстадион-у. Један је постигао у 11. минуту, други у 60. (из пенала), а последњи у 74. минуту. Искључен је у 88. минуту.
У јулу 2013. Тросар је позајмљен КВЦ Вестерлоу. У 17 првенствених наступа постигао је три гола. Први од ових голова је постигнут 9. августа 2013. у победи од 2:0 у гостима над својим бившим клубом Ломел јунајтедом. Постигао је погодак у 74. минуту. Дебитовао је 3. августа 2013. у ремију 2–2 код куће против АФЦ Тубизе. Ово је уједно био и његов први старт за клуб.
У јулу 2014. Тросар је поново позајмљен Ломел јунајтеду . Наставио је са голгетерском формом, пронашавши мрежу 16 пута у 33 првенствена меча. Постигао је свој други хет-трик у каријери за Ломел 22. марта 2015. у демолирању Расинг Мехелена резултатом 6-0. Његови голови су били у 33., 61. и 69. минуту. Те сезоне, Ломел је био на само девет бодова мање од промоције у врху.
У јулу 2015, Тросар је поново позајмљен, овог пута ОХ Левену. У 30 лигашких утакмица постигао је осам голова. Дебитовао је у Леувену 25. јула 2015. у поразу од 3-1 у гостима од клуба из којег је позајмљен у Генку. Генк није применио правило да не дозвољава позајмљенима да играју против њих, пошто је у 61. минуту избачен са клупе, заменивши Јохана Кроизета. Његов први првенствени гол за Леувен постигао је 16. августа 2015. у победи над Шарлроаом резултатом 2:0. Одмах је ударио са клупе. У 82. минуту је доведен у игру за Јохана Кроизета, а погодио је у 85.

### Брајтон и Хов Албион
Брајтон је 26. јуна 2019. пристао да потпише са Тросаром, који се придружио четворогодишњем уговору са опцијом за још годину дана, што је постало друго потписивање овог лета, након доласка Мета Кларка из Портсмута. Тросард је дебитовао за Галебове 17. августа где је постигао изједначење у домаћем ремију 1-1 против Вест Хема јунајтеда. Раније на утакмици ВАР му је ускратио гол за офсајд. Тросар је постигао два гола против Норича у сезони 2019–20, један у победи на домаћем терену резултатом 2–0 2. новембра 2019, и поново у кључној победи од 1–0 у гостима 4. јула 2020. како би помогао Брајтону да се даље удаљи од три последња.
Тросар је 31. јануара 2021. постигао једини гол у победи од 1:0 на домаћем терену над Тотенхем Хотспуром и тако обезбедио Галебовима прву победу у домаћој лиги у сезони 2020–21. Тросар је играо у гостујућој победи Брајтона од 1:0 над браниоцем титуле Ливерпулом 3. фебруара и остварио своју прву лигашку победу на Енфилду од 1982. године, где је одбио ударац Стивена Алзатеа ка Алзатеу, и добио је асистенцију код јединог гола на утакмици. Тросард је 14. марта 2021. постигао победнички погодак у победи над Саутемптоном у гостима од 2:1, чиме је запечатила прву победу Брајтона над Светцима у историји Премијер лиге. Тросар је постигао први гол у повратку Брајтона са 2-0 и победио шампиона Манчестер Сити са 3-2 18. маја.
Тросар је постигао свој први гол у сезони 2021–22 11. септембра, постигавши једини гол на утакмици у победи од 1:0 у гостима над новајлијама из Премијер лиге Брентфордом. Он је допустио пенал тако што је упао у Конора Галагера на гостовању код Кристал Паласа у првој дерби утакмици сезоне 27. септембра, где је Вилфрид Заха извео ударац са тачке и повео Палас резултатом 1–0 на паузи. Међутим, Нил Мопеј је постигао изједначење у 90+5. минуту и вратио бод јужној обали. Тросарс је постигао изједначење Брајтона на гостовању Ливерпулу 30. октобра, довршивши узбудљиву борбу, смањивши резултатом 2–0 и остваривши нерешено 2–2. Уживао је у свом времену у северном Лондону у априлу 2022. постигавши два гола у две утакмице против Арсенала и Тотенхема. Отварање резултата у победи Арсенала од 2-1 9. и постизање победника у 90. минуту на стадиону Тотенхема Хотспур на свом 100. наступу на Албиону, седам дана касније. Ово је био његов шести гол у сезони, што му је најбоља сезона од када се придружио клубу из Сасекса. Дана 7. маја, Тросар је асистирао у два гола и постигао један грудима, што је ВАР морао да прегледа због потенцијалног играња руком у мечу са Манчестер јунајтедом резултатом 4-0.
Тросар је постигао свој први гол у сезони 2022–23, додајући други Брајтону у победи од 2–0 у гостима код Вест Хема 21. августа, помажући им да одрже низ без пораза на 11 утакмица против Чекићара у Премијер лиги. Постигао је свој први гол на домаћем терену у сезони 4. септембра, враћајући Брајтону предност у коначној победи код куће над Лестером резултатом 5-2. У њиховом следећем мечу 1. октобра, Тросар је постао први играч Брајтона који је постигао хет-трик у Премијер лиги у ремију 3–3 у гостима код Ливерпула. Његов дупли меч у првом полувремену значи да је био први играч који је постигао два гола у првом полувремену на Енфилду још од играча Вигана Амра Закија октобра 2008. Тросаров хет-трик је такође значио да је постигао четири гола у два наступа на Енфилду. Тросар је 22. октобра постигао свој 100. гол у клупској каријери, повукао је један, у коначном поразу од 3-1 у гостима од двоструког браниоца титуле Манчестер ситија.

## Репрезентативна каријера
Тросар је више пута позиван у фудбалску репрезентацију Белгије. Роберто Мартинез га је први пут именовао у белгијском тиму у септембру 2018, поново месец дана касније када је Тросар морао да се повуче због повреде, Тросар је поново остао на клупи у марту 2019. Дебитовао је 5. септембра 2020. у утакмици Лиге нација против Данске, а заменио је Дриса Мертенса у 80. минуту гостујуће победе од 2:0. На свом првом међународном старту, Тросар је постигао свој први гол за своју земљу, додајући и други у поразу Белорусије резултатом 8:0 у квалификационом мечу за Светско првенство 2022. 30. марта 2021.
Тросар је 17. маја 2021. именован у 26-члани тим Белгије за Европско првенство у фудбалу 2020, а турнир је одржан у лето 2021. због прошлогодишњег одлагања због корона вируса. Први пут је наступио на турниру у финалној утакмици Белгије у групи против Финске 21. јуна, где је Белгија већ била у нокауту. Тросар је почео меч касније, а заменио га је Томас Меније у 75. минуту победе од 2:0 на стадиону Крестовски у Санкт Петербургу, чиме је Белгијанац обезбедио прво место у Групи Б. Испоставило се да је ово била његова једина утакмица пошто је Белгија испала од Италије у четвртфиналу након пораза од 2:1 на Алијанц арени у Минхену 2. јула.
У октобру 2021, Тросар је био део белгијског тима за финале УЕФА Лиге нација у Италији. Наступио је два пута као замене где је Белгија изгубила од Француске у полуфиналу и поново од Италије у мечу за треће место и заузела четврто место.
У међународној пријатељској утакмици код куће против Буркине Фасо 29. марта 2022, Тросар је постигао свој трећи гол за своју репрезентацију, где је такође асистирао код голова Ханса Ванакена и Кристијана Бентекеа у победи Белгије од 3:0. Осмог јуна постигао је своју другу међународну утакмицу у утакмици 6-1 код куће над Пољском у УЕФА Лиги нација.
Дана 10. новембра, Троссар је именован у белгијски тим од 26 играча за Светско првенство у фудбалу 2022.

## Статистика каријере

### Клуб
Ажурирано Утакмица одиграна 13.11.2022
| Клуб                   | Сезона          | Лига                     | Лига   | Лига   | Национални куп | Национални куп | Лига купови | Лига купови | Европа | Европа | Остало | Остало | Укупно | Укупно |
| Клуб                   | Сезона          | Дивизија                 | Наступ | Голови | Наступ         | Голови         | Наступ      | Голови      | Наступ | Голови | Наступ | Голови | Наступ | Голови |
| ---------------------- | --------------- | ------------------------ | ------ | ------ | -------------- | -------------- | ----------- | ----------- | ------ | ------ | ------ | ------ | ------ | ------ |
| Генк                   | 2011–12         | Белгијска Про лига       | 1      | 0      | 0              | 0              | —           | —           | 0      | 0      | —      | —      | 1      | 0      |
| Генк                   | 2012–13         | Белгијска Про лига       | 0      | 0      | 1              | 0              | —           | —           | 0      | 0      | —      | —      | 1      | 0      |
| Генк                   | 2013–14         | Белгијска Про лига       | 0      | 0      | 0              | 0              | —           | —           | 0      | 0      | —      | —      | 0      | 0      |
| Генк                   | 2014–15         | Белгијска Про лига       | 0      | 0      | 0              | 0              | —           | —           | —      | —      | —      | —      | 0      | 0      |
| Генк                   | 2015–16         | Белгијска Про лига       | 0      | 0      | 0              | 0              | —           | —           | —      | —      | —      | —      | 0      | 0      |
| Генк                   | 2016–17         | Белгијска прва лига А    | 31     | 6      | 5              | 0              | —           | —           | 16     | 3      | —      | —      | 52     | 9      |
| Генк                   | 2017–18         | Белгијска прва лига А    | 17     | 7      | 2              | 1              | —           | —           | —      | —      | —      | —      | 19     | 8      |
| Генк                   | 2018–19         | Белгијска прва лига А    | 34     | 14     | 2              | 0              | —           | —           | 11     | 8      | —      | —      | 47     | 22     |
| Генк                   | Укупно          | Укупно                   | 83     | 27     | 10             | 1              | —           | —           | 27     | 11     | 0      | 0      | 120    | 39     |
| Ломел СК (позајмица)   | 2012–13         | Белгијска друга дивизија | 12     | 7      | 0              | 0              | —           | —           | —      | —      | —      | —      | 12     | 7      |
| Вестерло (позајмица)   | 2013–14         | Белгијска друга дивизија | 17     | 3      | 4              | 2              | —           | —           | —      | —      | —      | —      | 21     | 5      |
| Ломел СК (позајмица)   | 2014–15         | Белгијска друга дивизија | 30     | 16     | 3              | 0              | —           | —           | —      | —      | 6      | 1      | 39     | 17     |
| Ауд-Хеверле(позајмица) | 2015–16         | Белгијска Про лига       | 30     | 8      | 1              | 0              | —           | —           | —      | —      | —      | —      | 31     | 8      |
| Брајтон & Хов Албион   | 2019–20         | Премијер лига            | 31     | 5      | 0              | 0              | 0           | 0           | —      | —      | —      | —      | 31     | 5      |
| Брајтон & Хов Албион   | 2020–21         | Премијер лига            | 35     | 5      | 3              | 0              | 1           | 0           | —      | —      | —      | —      | 39     | 5      |
| Брајтон & Хов Албион   | 2021–22         | Премијер лига            | 34     | 8      | 1              | 0              | 0           | 0           | —      | —      | —      | —      | 35     | 8      |
| Брајтон & Хов Албион   | 2022–23         | Премијер лига            | 14     | 7      | 0              | 0              | 0           | 0           | —      | —      | —      | —      | 14     | 7      |
| Брајтон & Хов Албион   | Укупно          | Укупно                   | 114    | 25     | 4              | 0              | 1           | 0           | 0      | 0      | 0      | 0      | 119    | 25     |
| Укупна каријера        | Укупна каријера | Укупна каријера          | 286    | 86     | 22             | 3              | 1           | 0           | 27     | 11     | 6      | 1      | 342    | 101    |

1. 1 2  Appearances in UEFA Europa League
2. ↑  Appearances in Pro League promotion play-offs

### Међународна
Ажурирано Утакмица одиграна 25.09.2022.
| Национални тим | Година | Наступ | Голови |
| -------------- | ------ | ------ | ------ |
| Белгија        |        |        |        |
| 2020           | 3      | 0      |        |
| 2021           | 11     | 2      |        |
| 2022           | 7      | 3      |        |
| Укупно         | Укупно | 21     | 5      |

Од меча одиграног 25. септембра 2022. Резултат Белгије је наведен први, колона са резултатом показује резултат након сваког гола Тросарда.
| Бр. | Датум         | Место одржавања                                         | Поз | Противник    | Резултат | Исход | Такмичење                                         | Извор  |
| --- | ------------- | ------------------------------------------------------- | --- | ------------ | -------- | ----- | ------------------------------------------------- | ------ |
| 1   | 30 March 2021 | Ден Дреф, Левен, Белгија                                | 6   | Белорусија   | 3–0      | 8–0   | Квалификације за Светско првенство у фудбалу 2022 | [ 47 ] |
| 2   | 30 March 2021 | Ден Дреф, Левен, Белгија                                | 6   | Белорусија   | 7–0      | 8–0   | Квалификације за Светско првенство у фудбалу 2022 | [ 47 ] |
| 3   | 29 March 2022 | Стадион Констант Ванден Сток, Бриселски регион, Белгија | 15  | Буркина Фасо | 2–0      | 3–0   | Пријатељска                                       | [ 48 ] |
| 4   | 8 June 2022   | Стадион краља Бодуена, Бриселски регион, Белгија        | 17  | Пољска       | 3–1      | 6–1   | 2022–23 УЕФА Лига нација А                        | [ 49 ] |
| 5   | 8 June 2022   | Стадион краља Бодуена, Бриселски регион, Белгија        | 17  | Пољска       | 4–1      | 6–1   | 2022–23 УЕФА Лига нација А                        | [ 49 ] |

## Успеси

### Генк
- Белгијска прва лига А : 2018–19
- Куп Белгије : 2012–13

### Вестерло
- Белгијска друга лига : 2013–14

### Арсенал
- ФА Комјунити шилд : 2023